# Stremmewiese
Stremmewiese ist eine Insel im Fluss Havel in der Stadt Rathenow gelegen. Sie wird durch den Hauptarm des Flusses und den Nebenarm Stremme oder Rathenower Stremme gebildet und ist von der nördlichen Nachbarinsel Bauernwiese durch einen weiteren Flusslauf getrennt.

## Geschichte

Im Schmettauschen Kartenwerk erkennbar der südliche Burgwall als Berg Wall auf der Insel Haus Wiese

Im Bereich der Stremmewiese am südlichen Winkel zwischen dem Hauptarm der Havel und der Stremme soll es einen slawischen Burgwall gegeben haben. Im Schmettauschen Kartenwerk ist auf der seinerzeit „Haus Wiese“ genannten Insel ein „Berg Wall“ verzeichnet. Im Jahr 1956 wurden im Bereich gelbliche, zumeist unverzierte Keramiken gefunden, die gelegentlich flüchtige Kammstrichmuster aufweisen. Sie wurden in das 7. bis 9. Jahrhundert datiert. Spekulationen, es könnte sich beim „Berg Wall“ um die Reste der ersten askanischen Burg in Rathenow gehandelt haben, werden als nicht naheliegend betrachtet. Der Bereich des vormaligen Burgwalls wurde im 19. Jahrhundert durch den Bau einer Ziegelei stark verändert und ist nicht mehr erkennbar. Das Areal ist unter der Nummer 51093 als „Siedlung slawisches Mittelalter, Burg slawisches Mittelalter, Siedlung deutsches Mittelalter“ als Bodendenkmal ausgewiesen.
Ein zweiter slawischer Burgwall, dessen Burgstall dem gegenüber noch deutlich erkennbar ist, der Burgwall Stremmewiese, befindet sich weiter nördlich auf der Insel. Diesem Bodendenkmal „Siedlung slawisches Mittelalter, Burgwall slawisches Mittelalter“ ist die Denkmalnummer 50157 zugewiesen.